# شاندور پل
ساندور پل یا شاندور پوهل (مجاری: Puhl Sándor، زادهٔ ۱۴ ژوئیهٔ ۱۹۵۵ – درگذشتهٔ ۲۰ مهٔ ۲۰۲۱) داور فوتبال اهل مجارستان بود. او در جام جهانی ۱۹۹۴، چهار بازی از جمله بازی فینال بین تیم‌های ایتالیا و برزیل را به همراه محمد فنایی قضاوت کرد. عمده شهرت شاندور پل در بین ایرانیان به جهت داوری بازی ایران و استرالیا بود. ضمن این که پیش از این در تاریخ ۶ مرداد ۱۳۷۴ وی قضاوت چهلمین بازی شهرآورد تهران میان تیم‌های استقلال و پرسپولیس را بر عهده داشت که این بازی با نتیجه سه بر یک به سود استقلال به پایان رسید.
پل در ۲۰ مهٔ ۲۰۲۱ بر اثر بیماری کرونا در سن ۶۵ سالگی درگذشت.

## یادداشت
1. ↑  نام به مجاری